# Jakob Brunnemann

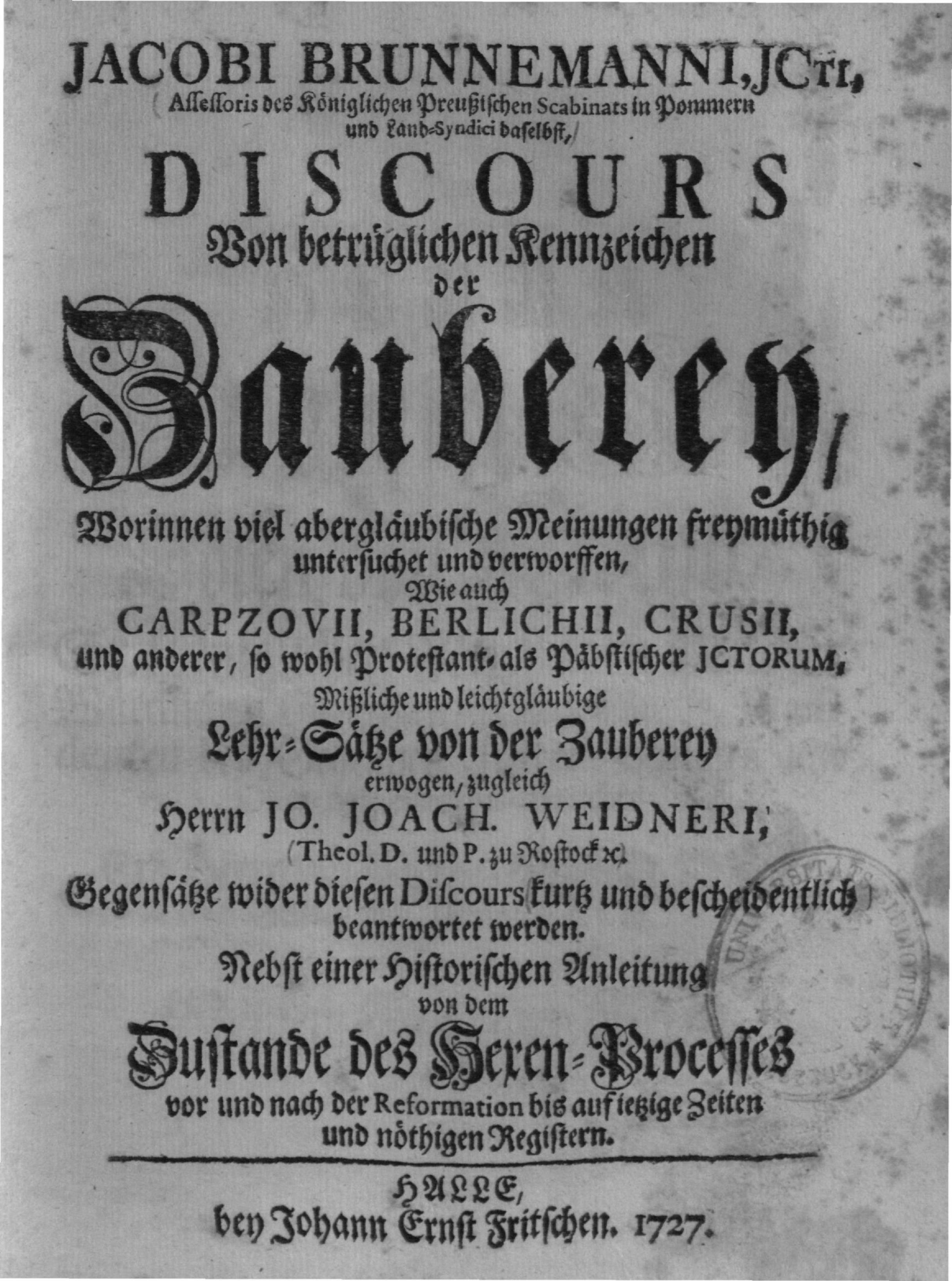
Jakob Brunnemanns Discours von betrüglichen Kennzeichen der Zauberey, Titelblatt der Ausgabe von 1727

Jakob Brunnemann (* 1674 in Kolberg; † 1735 in Stargard in Pommern) war ein deutscher Jurist, zuletzt Direktor des Schöppenstuhls zu Stargard.

## Leben
Jakob Brunnemann studierte zunächst an der Brandenburgischen Universität Frankfurt und dann an der  Friedrichs-Universität Halle, wo er insbesondere bei seinem Verwandten Samuel Stryk und bei Christian Thomasius hörte und 1699 den Universitätsabschluss eines Lizentiaten erwarb. In Halle wurde er 1701 außerordentlicher Professor.
Doch ging er 1704 in seine pommersche Heimat zurück, wo er in  Stargard Beisitzer des Schöppenstuhls sowie Syndikus der Pommerschen Landstände wurde. Später rückte er zum Direktor des Schöppenstuhls auf.
Er starb im Jahre 1735. Der Frankfurter Professor Johann Brunnemann (* 1608; † 1672) war sein Onkel.

## Schriften (Auswahl)
- Castigatio Trutinæ Jenensis. Salfeld, Halle 1698, Digitalisat.
- Jurisprudentia Pvblica. Zeidler, Halle 1701 (Neu erschienen unter dem Titel: Introductio in Juris publici prudentiam. ebenda 1702).
- Examen juris publici Germanici novissimi. Prostat in Orphanotropheo, Halle 1710, Digitalisat.
- unter Pseudonym: Aloysius Charitinus: Von Betrüglichen Kennzeichen Der Zauberey. Worinnen viel Abergläubische Meinungen Vernunfftmäßig untersucht und verworffen. Gebrüder Jenisch, Stargard 1708, Digitalisat, (Unter Klarnamen: Fritsch, Halle 1727).